# FK Lokomotiva Mostar
FK Lokomotiva je bosanskohercegovački nogometni klub iz Mostara.

## Povijest
Klub je osnovan 1918. godine kao FK Željezničar. 
1976. godine u klub pred rasulom velika promjena nastupa dolaskom Milana Šulente, Lokomotiva napreduje od stabilnog republičkog ligaša, preko osvajača republičke lige do sudionika Treće savezne lige Jugoslavije. Za Šulentina rada u klubu stvorene su veze s bivšim Šulentinim klubom zagrebačkom Lokomotivom, s klubovima iz Poljske te prijateljski odnosi sa željezničkim klubovima, a željeznica se nikad nije odrekla kluba. Kad je zatvoreno staro Veležovo igralište, Lokomotiva nije imala gdje igrati, pa je Šulenta predložio gradu Mostaru da Lokomotivi da na korištenje centar na Buni. Budući da je bilo mnogo prihoda od tombole, pristupilo se izgradnji športskog centra u Rodoču. U to vrijeme Lokomotiva je bila veliki pomoćni pogon Veležu. Šulenta je uvijek inzistirao da Lokomotiva stvara svoje igrače te je bio dobar rad u omladinskom pogonu. Prvoligaš Velež u Lokomotivi je uvijek mogan naći igrača koji će ga pojačati.
Danas se natječe u 1. županijskoj ligi HNŽ. Nekoliko sezona su igrali u Drugoj ligi FBiH – Jug. 
Boja kluba je plava.

## Pregled plasmana po sezonama
| Sezona    | Rang | Liga                   | Plasman | Izvori |
| --------- | ---- | ---------------------- | ------- | ------ |
| 2016./17. | IV.  | 1. županijska liga HNŽ | 7.      | [ 3 ]  |
| 2017./18. | IV.  | 1. županijska liga HNŽ | 7.      | [ 4 ]  |
| 2018./19. | IV.  | 1. županijska liga HNŽ | 6.      | [ 5 ]  |
| 2019./20. | IV.  | 1. županijska liga HNŽ | 7.      | [ 6 ]  |
| 2020./21. | IV.  | 1. županijska liga HNŽ | 7.      | [ 7 ]  |
| 2021./22. | IV.  | 1. županijska liga HNŽ | 6.      | [ 8 ]  |
| 2022./23. | IV.  | 1. županijska liga HNŽ | 3.      | [ 9 ]  |
| 2023./24. | IV.  | 1. županijska liga HNŽ | 4.      | [ 10 ] |
| 2024./25. | IV.  | 1. županijska liga HNŽ | –       |        |

## Vanjske poveznice
- Službene stranice  Arhivirana inačica izvorne stranice od 2. travnja 2011. (Wayback Machine)
- Omladinski pogon[neaktivna poveznica]